# 米德爾塞克斯郡 (牙買加)

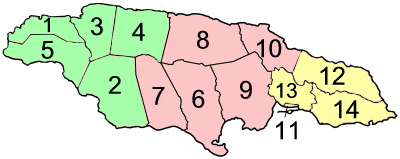
米德爾塞克斯郡5區以紅色標示

米德爾塞克斯郡（英語：Middlesex County）是牙買加舊時的3個郡之一，位於該國中部，面積5,041.9平方公里，下分5個堂區，分別是克拉倫登堂區、曼徹斯特堂區、聖安堂區、聖凱瑟琳堂區和聖瑪麗堂區，2001年人口1,183,361。
18°09′N 77°12′W / 18.15°N 77.20°W